# Milan Čurda
Milan Čurda (19. července 1966 – leden 2023) byl český soukromý autodopravce a zemědělec, řidič fekálního vozu a traktoru z Tuhaně (čast obce Stružinec v okrese Semily).
Mediálně známým se stal jako tzv. osmipromilový řidič, pro sklon opakovaně řídit vozidla s velmi vysokou hladinou alkoholu v krvi. Maximální naměřená hodnota 8 ‰ však nebyla soudním znalcem ani soudem potvrzena.
Soudnímu projednávání jeho třetího medializovaného případu bylo přítomno několik televizních štábů z České republiky i ze Slovenska. Čurda se k tomu vyjádřil: „Netušil jsem, jak snadno se člověk proslaví. Stačí se pořádně ožrat.“
Alkoholismu propadl v polovině 90. let poté, co jeho žena utrpěla těžký úraz s trvalými následky. Poté se s ženou rozvedli a jeho dnes již dospělý syn a dcera o něj přestali projevovat zájem. Kvůli svému alkoholismu utrpěl sám několik úrazů, nebyl však zveřejněn žádný případ, kdy by pod vlivem alkoholu někoho jiného přímo zranil. Místní hostinský z hostince U Stařiny o Čurdovi řekl: „Je to takový šoumen, ale jinak hodnej kluk. Když přijde, tak si dá většinou pivo, tvrdý moc nepije.“

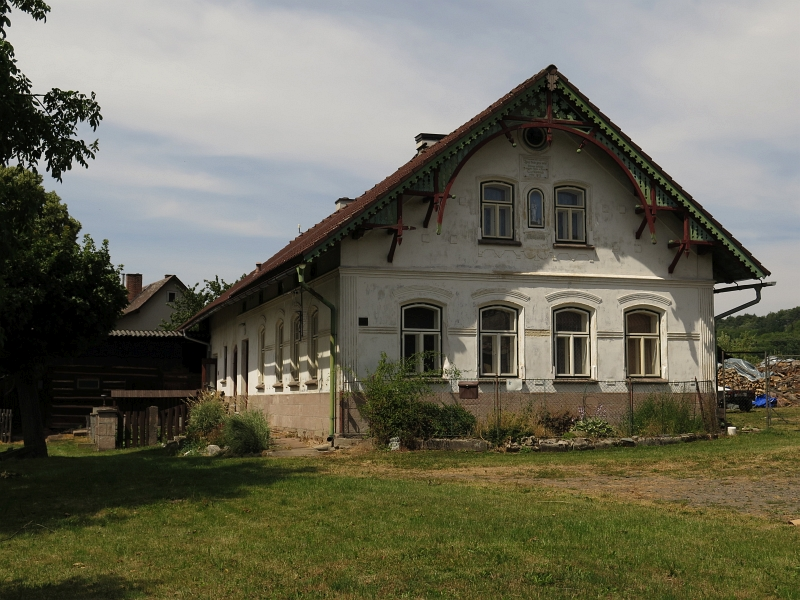
Usedlost čp. 5 v Tuhani, kde Čurda žil

## Případ s vozem Lada a 4‰
V dubnu 2005 byl Čurda zastaven policejní hlídkou při bezpečnostní akci „Kryštof“ v Lomnici nad Popelkou poté, co kličkoval po silnici s osobním vozem značky Lada (auto navíc mělo propadlou technickou prohlídku). Po pozitivní dechové zkoušce byl převezen k testování krve, krevní zkouškou mu bylo naměřeno 4,19 ‰.
V červnu roku 2005 za to byla Čurdovi v přestupkovém řízení uložena pokuta 18 000 Kč (dle serveru Novinky.cz 19 000 Kč a zákaz řízení motorových vozidel na dva roky.) Pokutu poté řádně splácel.

## Případ s fekálním vozem a 8‰
Dne 18. května 2005 Čurda sjel s fekálním vozem Praga V3S do příkopu, narazil do sloupu elektrického vedení a poškodil živý plot.
Orientační dechovou zkouškou mu byla naměřena hodnota odpovídající 7,94 ‰ alkoholu v krvi, odběr krve a moči Čurda zpočátku odmítl. S krevním testem souhlasil až později, když podával vysvětlení na policii, a naměřeno bylo necelé 1 ‰. Ředitel semilské dopravní policie Milan Čermák i poté ujišťoval, že měřicí přístroj Dräger byl naprosto v pořádku. Novinky.cz však uvedly, že hodnoty naměřené na Semilsku tímto typem přístroje trhaly na jaře roku 2005 české rekordy v naměřených hladinách alkoholu i u dalších přistižených řidičů. Nejmenovaný policista však pro Novinky.cz v souvislosti s těmito případy uvedl svůj názor, že Dräger je velmi přesný přístroj a že zpochybňování výsledků naměřených dechovými orientačními zkouškami je motivováno finančními zájmy Ústavu soudního lékařství, který by přišel ročně o miliony na poplatcích za odběr a analýzu krve. Policejní mluvčí Soňa Šídová tvrdila, že odchylky tohoto přístroje mohou být maximálně v desetinách promile. Milan Krejza z městského úřadu v Semilech potvrdil, že přístroj prošel během roku úspěšně dvěma atesty.
Jan Podlaha, primář protialkoholní záchytné stanice v Praze na Bulovce, prohlásil, že 7,9 ‰ není možných a že i člověk, který umí pít a je od dětství zvyklý na pití, by při takové hodnotě byl v těžkém bezvědomí. Výsledek měření si vysvětluje tím, že přístroje založené na detekci dechu naměří takováto šílená čísla, pokud do nich člověk dýchá krátce poté, co se napije. Zároveň vysvětlil, že nadýchá-li někdo přes 3 ‰, musí ho policisté změřit znovu za deset minut až čtvrt hodiny. Policejní mluvčí Soňa Šídová sice tvrdila, že by policisty nepodezírala a že nejsou žádní začátečníci, ale neuvedla konkrétně, zda dechovou zkoušku zopakovali.
Čurda vypovídal, že vypil dvě piva a jednoho panáka. Nebyli nalezeni žádní svědci toho, kolik a jakých nápojů Čurda skutečně vypil. Soudní znalec kvůli nedostatku jiných podkladů vycházel pouze z Čurdovy výpovědi a v posudku uvedl závěr, že řidič měl v krvi 1,04 ‰ alkoholu. Proto zpočátku nebyl Čurda trestně obviněn, ale případ byl předán pouze k přestupkovému řízení. Okresní státní zastupitelství se nejprve případem odmítlo zabývat a městský úřad v Semilech uložil Čurdovi pokutu 4 000 Kč. Poté okresní státní zastupitelství, aniž by dostalo nové podklady, případ přehodnotilo a zahájilo trestní řízení.  
Dne 26. dubna 2006 ho Okresní soud v Semilech odsoudil za trestný čin ohrožení pod vlivem návykové látky ke 4 měsícům odnětí svobody s podmíněným odkladem na 16 měsíců a zároveň mu uložil zákaz řízení motorových vozidel na 18 měsíců. Jeho obhajoba, že s 8 ‰ alkoholu v krvi by musel být dávno mrtvý, soud o jeho nevině nepřesvědčila. Zároveň soud zrušil pokutu 4 000 Kč, kterou mu předtím udělil Městský úřad v Semilech prostřednictvím své přestupkové komise, naopak musel zaplatit soudní poplatek 2 000 Kč za to, že ho soud trestním příkazem (bez jeho přítomnosti) odsoudil.
Udělený zákaz řízení Čurda víceméně respektoval, vůz řídil Čurdův kamarád a Čurda s fekálním vozem jezdil dál jako závozník. Lidé si však na tento fekální vůz ukazovali a řidiči jiných vozidel se zdaleka vyhýbali.

## Případ s traktorem

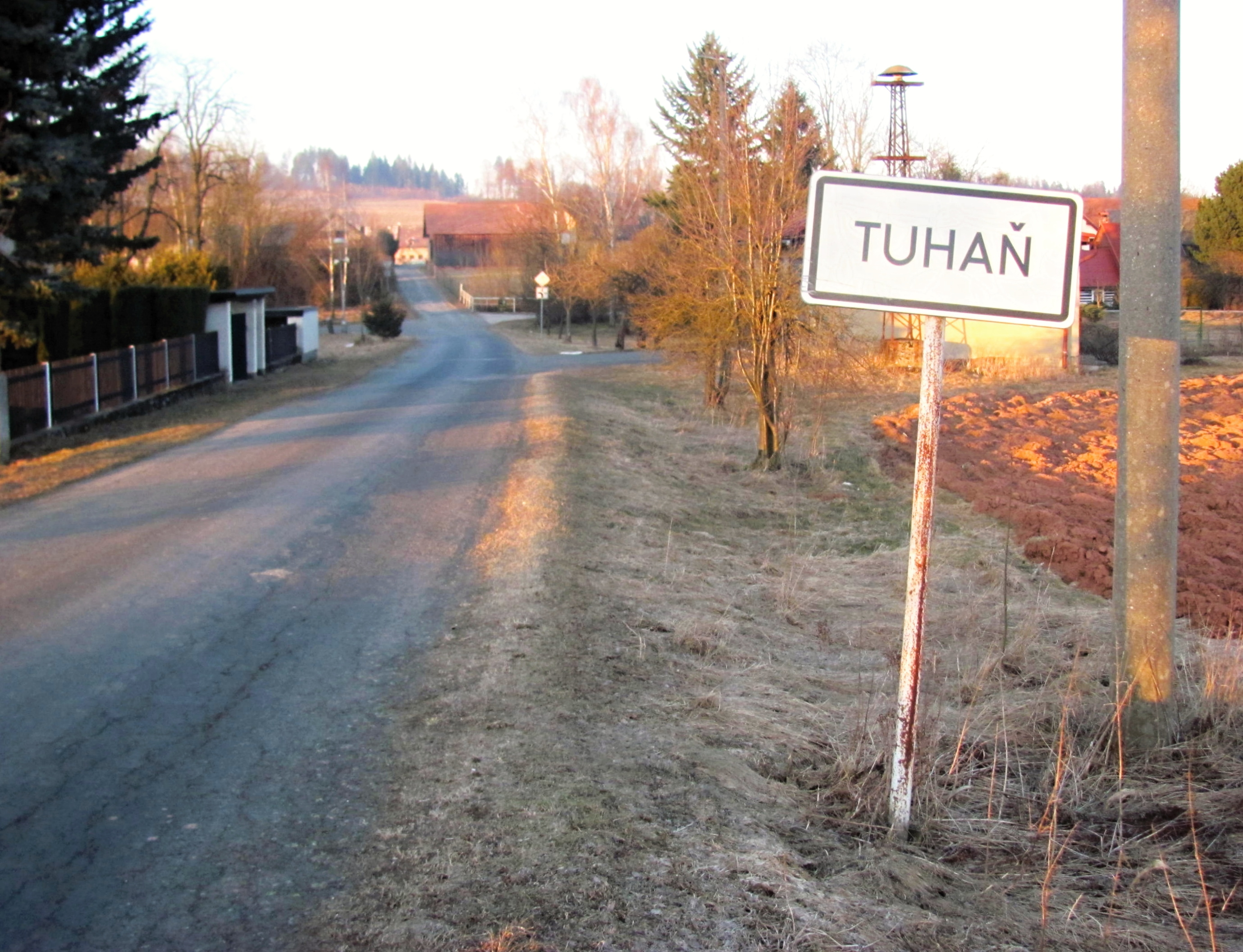
Vjezd do obce Tuhaň

Dne 11. července 2006 v noci vjel opilý Čurda ve vesnici Tuhaň (část obce Stružinec) s traktorem do prázdné požární nádrže. U soudu se hájil tím, že chtěl traktor pouze přeparkovat, aby ho nikdo neukradl. Při otáčení na křižovatce mu spadl pod pedál klíč k dotahování kol a při jeho zvedání vjel mimo silnici do nádrže. Traktor se přitom převrátil, Čurda si lehce odřel nohu a odmítl odvoz k lékařskému ošetření.
U soudu se označil za oběť, tvrdil, že nádrž nebyla nijak oplocena a zabezpečena a místo nebylo ani osvětlené, takže by do ní mohlo spadnout třeba i nějaké dítě.
Při dechové zkoušce prováděné policisty po nehodě mu bylo naměřeno přes 2 ‰ alkoholu, ale souhlas k odběru krve Čurda opět nedal. Znalec z oboru zdravotnictví (jehož jméno média opět nezveřejnila) na základě výpovědí řidiče a svědků určil hladinu alkoholu na zhruba 1,2 ‰ a soudce později tento znalecký posudek akceptoval.
Protože Čurdovi byl již na jaře byl uložen zákaz řízení, byl obžalován ze tří trestných činů: ohrožení pod vlivem návykové látky, řízení motorového vozidla bez řidičského oprávnění a maření výkonu úředního rozhodnutí.
Okresní soud v Semilech mu za tento čin 16. října 2006 uložil trest 400 hodin veřejně prospěšných prací, povinnou protialkoholní léčbu a zákaz řízení motorových vozidel na dalších 30 měsíců. Jako polehčující okolnost soudce Martin Fišer zhodnotil skutečnost, že tímto činem Čurda nikoho neohrozil (podle soudce Tuhaň leží „na konci světa“), zároveň soudce usoudil, že trest odnětí svobody (horní sazba byla 3 roky) by v tomto případě neměl výchovný účinek. Státní zástupkyně ani odsouzený se proti rozsudku neodvolali. Čurda po rozsudku uvedl, že nečekal tak tvrdý postih.

## Po odsouzení
Dne  23. července 2007 okresní soud rozhodl, že se ve zkušební době neosvědčil, a podmíněný odklad trestu zrušil.
Čurda přerušil svou léčbu v protialkoholní léčebně a z uložených 400 hodin veřejných prací odpracoval do července 2007 pouze 1 hodinu. Podle výroku soudu neměl snahu se léčit, s tímto výrokem však nesouhlasí a tvrdil, že léčebnu opustil proto, aby obhospodařil své pole o rozloze 8 ha a polomy v lese, za jejichž neošetření by mohl dostat pokutu. V léčebně v rámci terapie údajně neměl možnost se svěřit žádnému terapeutovi se svými životními problémy.
Čurda podle webu Novinky.cz trávil poté čas v truhlářské dílně. Živil se vyráběním dřevěných křesel a nářadí.
Po vykonání všech trestů a obnovení řidičského oprávnění se chtěl zase vrátit k profesi řidiče, protože si život bez volantu nedokáže představit.
Podle televizního pořadu Reportéři ČT z ledna 2012 postupně propíjel rodinný majetek. Poté, co prodal louku a utržené peníze dlouho neudržel, a hrozilo, že prodá i restituované pole a les, se syn Lukáš pokusil dosáhnout, aby byl otec zbaven svéprávnosti. Donutil ho se přestěhovat do garáže u domu, jak to odpovídalo matčině závěti, podle níž dům připadl vnukovi. Protialkoholní léčbě se nechtěl podrobit.
V únoru 2021 CNN Prima referovala, že Čurdovi byla v exekuci zabavena garáž a on žije v karavanu.
Dne 19. ledna 2023 byl nalezen bez známek života ve svém karavanu, který měl zaparkován na louce v obci Tuhaň. Podle jeho přátel, kteří ho večer našli, byl mrtvý nejvýše dva dny, protože v úterý 17. 1. ho ještě viděli naživu.

## Ohlasy
Nelze přesně dovodit, do jaké míry byla zpřísňující ustanovení Pravidel silničního provozu v novelizačním zákoně č. 411/2005 Sb. ovlivněna právě tímto případem a jeho medializací, nicméně v době parlamentního projednávání tohoto zákona (10. května 2005 druhé čtení, 22. června 2005 třetí čtení) již šlo o nejpopulárnější případ řízení pod vlivem alkoholu.
Recesistická skupina alkoholické mládeže provozující web alkoholici.unas.cz prohlásila Čurdu za svého čestného člena a píše o něm jako o „našem Čurdovi“.
V mnoha pozdějších mediálních zprávách o tom, že u někoho byla naměřena hodnota alkoholu v krvi vyšší než 2,5 ‰, je uváděno srovnání s Čurdovými 8 ‰.
Od 1. ledna 2009 vstoupil v platnost zákon 400/2008 Sb., který média prezentovala tak, že dechová zkouška bude dostačujícím důkazem pro zjištění přítomnosti alkoholu v krvi, resp. prokázání vlivu alkoholu. Právník Tomáš Beran připomněl, že se to týká pouze těch dechových testerů, které měří přímo množství alkoholu v dechu, nikoliv jen množství specifických aromat.
V severovýchodních Čechách nahrazuje sloveso „čurdovat“ jako novotvar čím dál častěji slovní spojení zpít se pod obraz. Novotvar uvádí např. i kniha Hacknutá čeština a web Čeština 2.0.
Organizátor automoto trhů v Tuhani, Martin Fišer z Chuchelny, uvádí, že místní rodák a pravidelný návštěvník zdejších trhů proslavil donedávna neznámou vesničku „nejen u nás, ale i v zahraničí“.
Dne 21. července 2013 se v Tuhani konaly soutěže v pití piva pod dohledem Milana Čurdy. Od 23. července 2013 se na zdejších trzích nabízí novopacké pivo v lahvovém i dárkovém balení se značkou Tuhaňské světlé pivo s portrétem Milana Čurdy. Od roku 2016 vaří výběrové jedenáctistupňové pivo s podobiznou Milana Čurdy a motivem fekálního vozu turnovský pivovar Rohozec. Výrobu piva v pivovaru objednává Čurdův přítel Martin Fišer. Pivovar toto pivo ve své nabídce neprezentuje a ředitel František Jungmann uvádí, že pivo pouze vaří na základě objednávky a dodané receptury, přičemž všechny další záležitosti, včetně distribuce a reklamy, jdou za panem Fišerem. Podle ředitele Jungmanna je to třeba chápat jako recesi a své zákazníky si to najít může. Šéfredaktor odborného časopisu Marketing & Media Filip Rožánek to bere jako pokus o kontroverzní marketing, levnou snahu šokovat. Podle Rožánka etiketa porušuje etický kodex reklamy, který zakazuje představovat nebo propagovat nezodpovědnou konzumaci, záporně či ironicky hodnotit abstinenci nebo zdrženlivost, a v reklamě se nesmí ukazovat osoby, které se jeví jako opilé, ani vyvolávat dojem, že intoxikace je přijatelná. Podle jakéhosi zákona prý reklama na alkoholické nápoje nesmí být užita v souvislosti s řízením vozidla. Martin Fišer prostřednictvím velkoobchodu s nápoji dodává Čurdovo pivo do večerek, malých obchodů, koloniálů a benzinek na Semilsku. Místní hospoda v Tuhani ale o toto pivo nemá zájem. Spolu s pivem nabízí Fišer i propagační předměty, samolepky a trička a plánuje Čurdovu slivovici. Pokoušel se prodávat i Čurdovo víno, ale moc nešlo na odbyt. Čurdovo pivo dostával Milan Čurda od Fišera jako gáži, protože peníze by mu úřady ihned vzaly a navíc by přišel o životní minimum, nebo by peníze stejně utratil za pivo.
I řadu let po odvysílání reportáží byl Milan Čurda zván k účasti na veřejných akcích, o nichž referují média.
Osudem Milana Čurdy se inspirovala rozhlasová hra Bulhar scenáristy Petra Pýchy.